# 공감 특별한 세상
《공감 특별한 세상》은 MBC TV에서 2005년 4월 24일부터 2013년 8월 10일까지 방송했던 교양 프로그램이었다.

## 경쟁 프로그램
- VJ특공대 (KBS 2TV)